# Сливенська єпархія
Сливенська єпархія (болг. Сливенска епархия) — єпархія Православної церкви Болгарії з катедрою в Слівені і архієрейськими намісництвами в Бургасі, Ямболі, Карнобаті, Єлхово, Котелі і Малко-Тирново.

## Історія

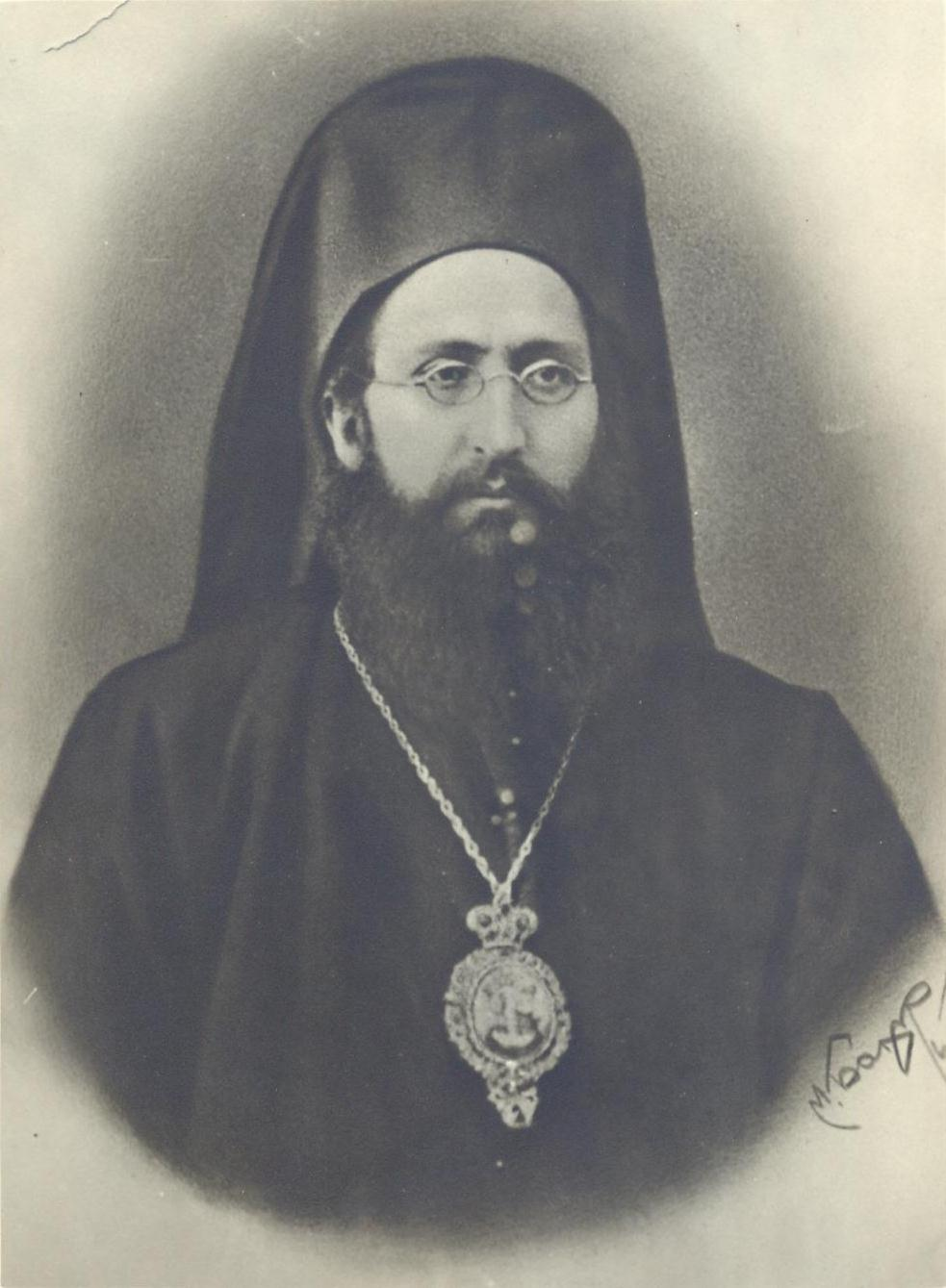
Сливенський митрополит Гервасій

Сливенська єпархія створена 28 лютого 1870 відповідно до фірману султана Абдул-Азіза про створення Болгарського екзархату. Згідно з пунктом 10 цього фірману екзархат поділявся на 15 єпархій, в числі яких була і Сливенська. Вибір Сливена центром єпархії був обумовлений тим, що це місто було одним з найбільших центрів Болгарського національного відродження. Тимчасове управління єпархією було доручено митрополиту Софійському Дорофею.
25 травня 1872 на кафедри були призначені майбутні митрополити, в тому числі архімандрит Серафім (Кінов). 28 червня 1872 турецький уряд видав берат для новопризначених болгарських митрополитів. Через труднощі церковно-адміністративного характеру перший Сливенський митрополит прибув на свою кафедру лише 3 червня 1873. Він заклав основи духовного життя в єпархії.
Другий Сливенський архієрей митрополит Гервасій (1897-1919) розгорнув в єпархії активне храмобудівництво. Серед болгарської церковної громадськості митрополит Гервасій був відомий як великий слов'янофіл.
Під час Першої світової війни сім'ям мобілізованих священиків, в якості допомоги виплачувалася половина їх місячного окладу, а після війни церква доклала величезних зусиль для розшуку полонений священиків.
У 1925 в монастирі Сятої Петки відкривається богадільня, яку утримувала митрополія. Пізніше подібна богадільня була організована і в Спаському монастирі поблизу Ямбола. Відводилися кошти і для самих монастирів єпархії, тому що більшість з них знаходилося в жалюгідному стані. Збиралися кошти і для болгарських монастирів на горі Афон.

## Єпископи
- Дорофей (Спасов) (28 лютого 1870 — 25 травня 1872)
- Серафім (Кінов) (25 травня 1872 — 11 серпня 1896)
- Гервасій (Георгієв) (2 березня 1897 — 4 квітня 1919)
- Іларіон (Арабаджієв) (22 липня 1922 — 13 березня 1939)
- Євлогій (Георгієв) (25 червня 1939 — 5 квітня 1947)
- Никодим (Пиперов) (6 липня 1947 — 23 грудня 1980)
- Іоанникій (Неделчев) (13 квітня 1980 — 9 січня 2024)
- Арсеній (Лазаров) ( з 26 травня 2024[1])